# Brzostek (Basses-Carpates)
Pour les articles homonymes, voir Brzostek.
Brzostek est une ville de Pologne, située dans le sud-est du pays, dans la voïvodie des Basses-Carpates. Elle est le chef-lieu de la gmina de Brzostek, dans le powiat de Dębica. Brzostek a obtenu le statut de ville le 1er janvier 2009.